# Lansoprazol

(RS)-Lansoprazol

Lansoprazol är en substans av typen protonpumpshämmare, en grupp läkemedel som används vid sura uppstötningar och kroniska magsårssjukdomar.
Läkemedlet verkar genom att hämma protonpumparna i magsäcken, varav magsyremängden som är orsaken till tillstånden minskar. Läkemedlet finns receptfritt under bland annat namnet Nixacid.